# 1806
1806 (MDCCCVI) byl rok, který dle gregoriánského kalendáře započal středou.

## Události
- 12.–16. července – Zástupci 16 německých států podepsalo pod Napoleonovým tlakem dohodu o vytvoření takzvaného Německého spolku (nazývaného též Rýnský spolek). Zanikla tak Svatá říše římská (s pozdějším doplňkem: národa německého), která trvala od roku 962.
- 12.–15. srpna – Srbští povstalci zvítězili v bitvě u Mišaru nad osmanskou armádou.
- 10. října – Francouzská armáda porazila pruskou v bitvě u Saalfeldu.
- 14. října – Francouzská armáda porazila pruskou v bitvách u Auerstedtu a u Jeny.
- 21. listopadu – Napoleon zahajuje tzv. kontinentální blokádu Anglii. Koření, káva, kakao a cukr dovážené Anglií z Indie, se stávaly v Evropě nedostupné. Začaly se budovat cukrovary a pěstovat řepa.
- 11. prosince – Sasko bylo povýšeno na království.
- 26. prosince – Francouzská a ruská armáda se střetly v bitvě u Pultuska.
- Americký chemik Benjamin Siliman představil v USA Priestleyho sodovku.

### Probíhající události
- 1803–1815 – Napoleonské války
- 1804–1813 – Rusko-perská válka
- 1804–1813 – První srbské povstání
- 1806–1812 – Rusko-turecká válka
- 1806–1814 – Kontinentální blokáda

## Vědy a umění
- 10. listopadu – V Praze byla otevřena pražská polytechnika jako samostatná vysoká technická škola. Prvním ředitelem stavovského polytechnického ústavu byl jmenován František Josef Gerstner[1]
- František Josef Gerstner sestrojil model parního stroje, pro konstrukční závady však nebyl v praxi využit.[1]

## Narození

### Česko

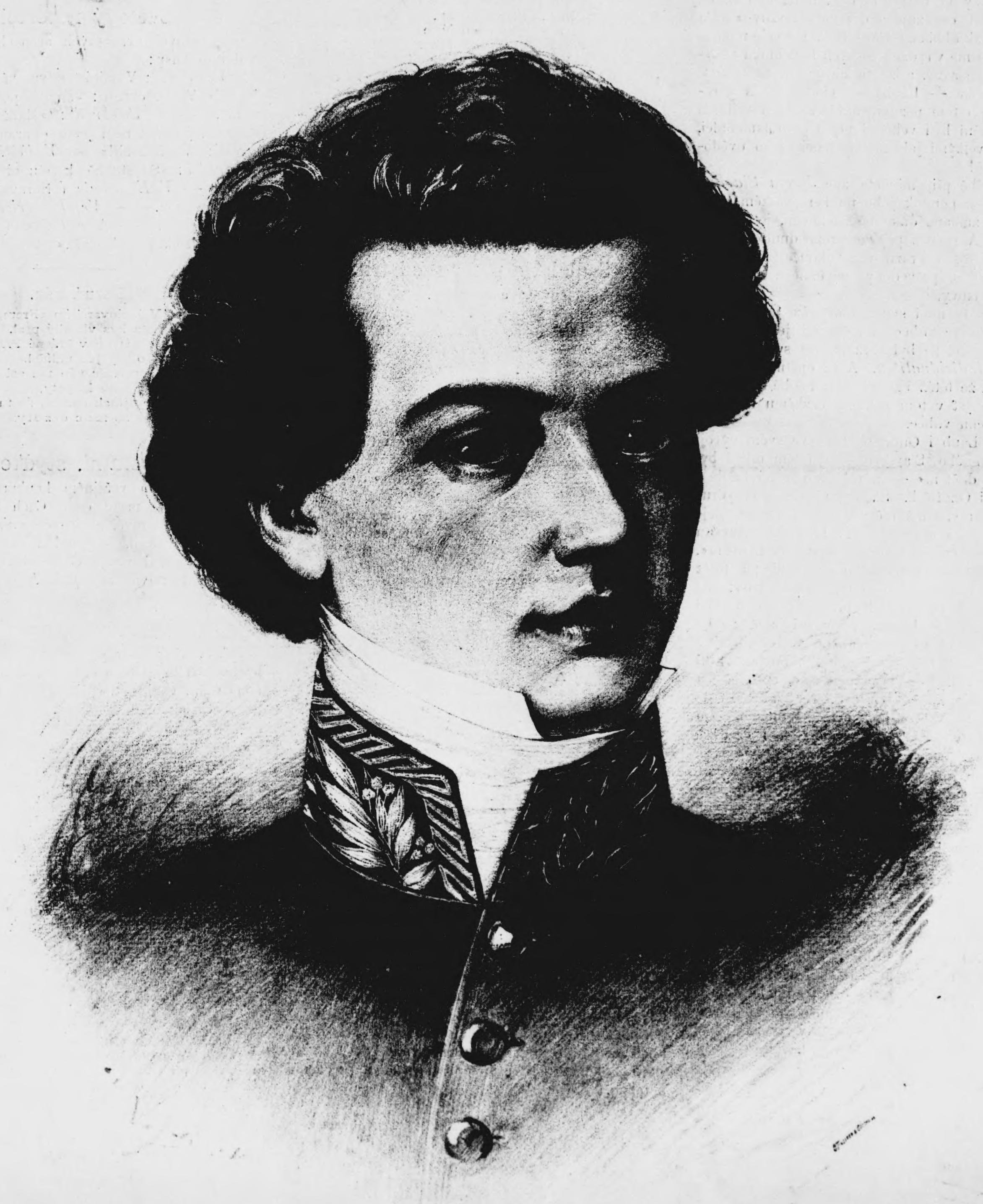
Josef Slavík (* 26. března)

- 24. ledna – František Jaroslav Vacek Kamenický, vlastenecký kněz, spisovatel a básník († 23. března 1869)
- 19. ledna – Václav Jindřich Veit, hudební skladatel († 17. února 1864)
- 20. února – Emanuel Dubský z Třebomyslic, († 19. září 1881)
- 26. března – Josef Slavík, houslista a hudební skladatel († 30. května 1833)
- 8. května – Jan Bedřich Kittl, skladatel († 20. července 1868)
- 16. července – Jan Slavomír Tomíček, spisovatel, novinář a historik († 28. dubna 1866)
- 13. října – Peter Wucherer, státní úředník a politik († 17. března 1877)
- 12. listopadu – Josef Jaroslav Langer, novinář a básník († 28. dubna 1846)
- 23. prosince – Karel Nöttig, 7. brněnský sídelní biskup († 14. ledna 1882)
- ? – Karol Hodytz, hudební skladatel († 1892)

### Svět

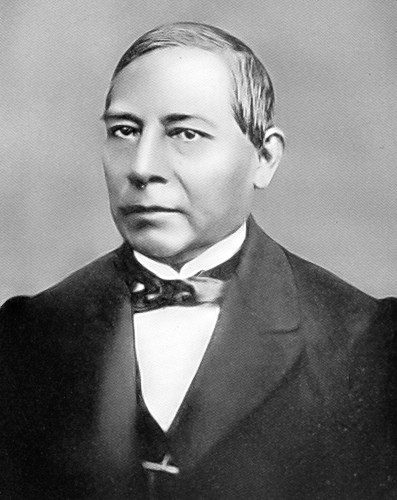
Benito Juárez (* 21. března)

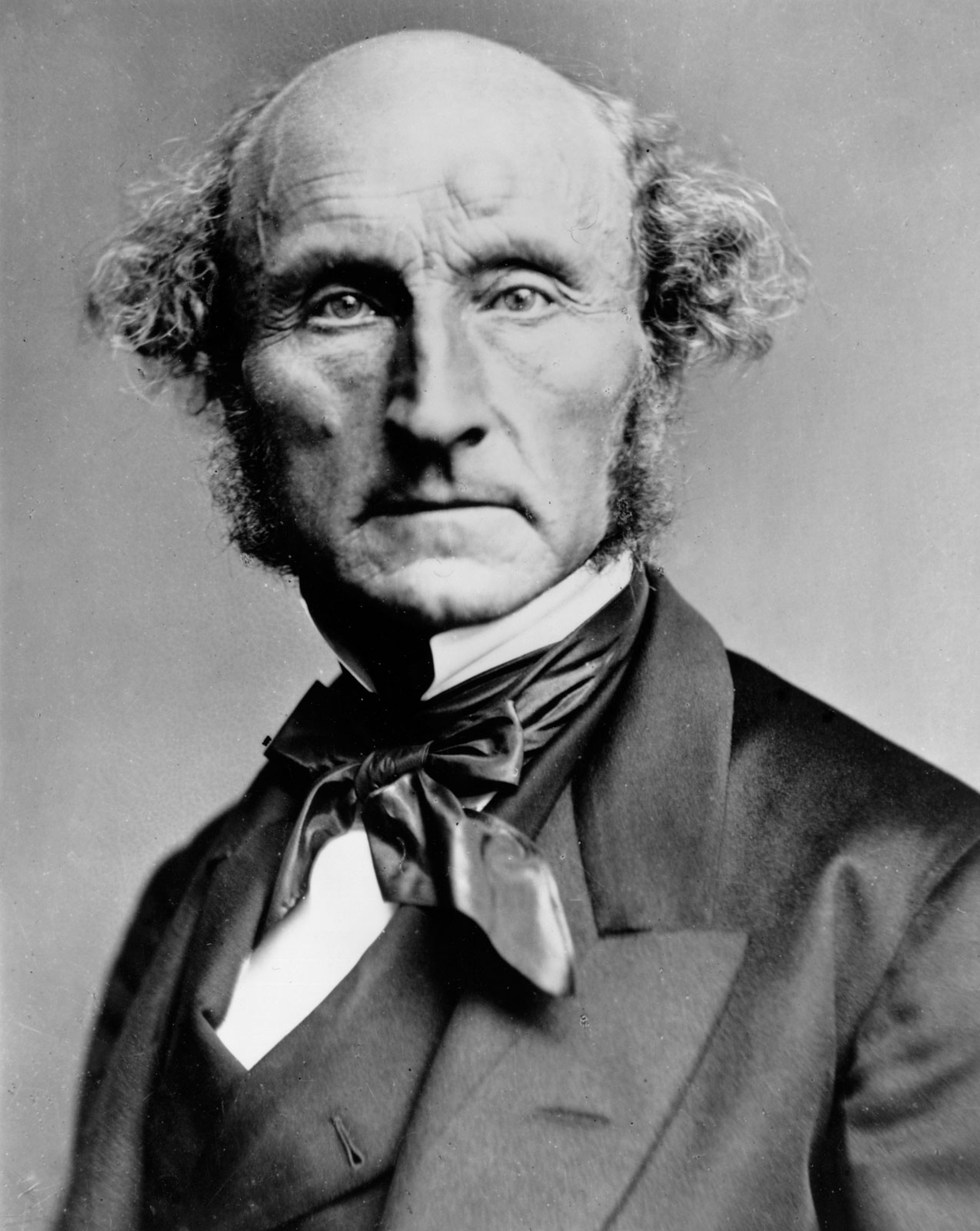
John Stuart Mill (* 20. května)

- 1. ledna – Lionel Kieseritzky, německý šachový mistr († 18. května 1853)
- 14. ledna – Matthew Fontaine Maury, americký astronom, historik a oceánograf († 1. února 1873)
- 27. ledna – Juan Crisóstomo de Arriaga, španělský hudební skladatel († 17. ledna 1826)
- 22. února – Józef Kremer, polský spisovatel († 2. června 1875)
- 6. března – Elizabeth Barrettová-Browningová, anglická básnířka († 29. června 1861)
- 12. března – Jane Pierceová, manželka 14. prezidenta USA Franklina Piercea († 2. prosince 1863)
- 21. března – Benito Juárez, mexický prezident († 18. července 1872)
- 22. března – Ernst Waidele von Willingen, rakouský právník, soudce a politik († 21. června 1870)
- 9. dubna – Isambard Kingdom Brunel, britský konstruktér († 15. září 1859)
- 11. dubna
  - Anastasius Grün, rakouský básník a překladatel († 12. září 1876)
  - Pierre Guillaume Frédéric le Play, francouzský ekonom a sociolog († 5. dubna 1882)
- 25. dubna – Vilém Brunšvický, vévoda z Braunschweigu († 18. října 1884)
- 27. dubna – Marie Kristýna Neapolsko-Sicilská, španělská královna, manželka Ferdinanda VII. († 22. srpna 1878)
- 2. května
  - Catherine Labouré, francouzská řeholnice, mariánská vizionářka, katolická světice († 31. prosince 1876)
  - Charles Gleyre, švýcarský malíř († 5. května 1874)
- 12. května – Johan Vilhelm Snellman, finský filozof, novinář a státník († 4. července 1881)
- 20. května – John Stuart Mill, anglický filozof, ekonom a politik († 8. května 1873)
- 9. června – Ludvík III. Hesensko-Darmstadtský, hesenský velkovévoda († 13. června 1877)
- 27. června – Augustus De Morgan, britský matematik († 6. listopadu 1871)
- 19. července – Lorenz Diefenbach, německý lexikograf († 28. března 1883)
- 28. července – Alexandr Andrejevič Ivanov, ruský malíř († 15. července 1858)
- 17. září – Guillaume Duchenne de Boulogne, francouzský neurolog a fotograf († 15. září 1875)
- 11. října – Alexandr Karađorđević, srbský kníže († 3. květen 1885)
- 23. října – Anna od Ježíše Marie Portugalská, portugalská infantka a nejmladší dcera krále Jana VI. Portugalského († 22. června 1857)
- 25. října – Max Stirner, německý filozof († 25. června 1856)
- 11. listopadu – Émilie Pellapra, francouzská šlechtična († 22. května 1871)
- 13. listopadu – Emilia Platerová, polská hraběnka z rodu Platerů a revolucionářka († 23. prosince 1831)
- 16. listopadu – Karol Kuzmány slovenský evangelický farář a spisovatel († 14. srpna 1866)
- 24. listopadu – William Webb Ellis, zakladatel ragby († 24. ledna 1872)
- 10. prosince – Pavao Štoos, chorvatský básník († 30. března 1862)
- 26. prosince – Ramón Cabrera, karlistický velitel († 24. května 1877)
- ? – Lungtog Gjamccho, 9. tibetský dalajlama († 1815)

## Úmrtí

### Česko
- 4. dubna – Josef Platzer, malíř a jevištní výtvarník (* 20. září 1751)
- 1. května
  - Václav Eliáš Lenhart, lesník a odborný spisovatel (* 20. července 1744)
  - Matěj Brixi, kantor (* 25. února 1752)
- 10. října – František Josef Schwoy, historiograf, topograf a genealog (* 11. prosince 1742)
- 29. prosince – Ondřej Kusý, tenorista, violoncellista a skladatel (* 27. března 1761)

### Svět

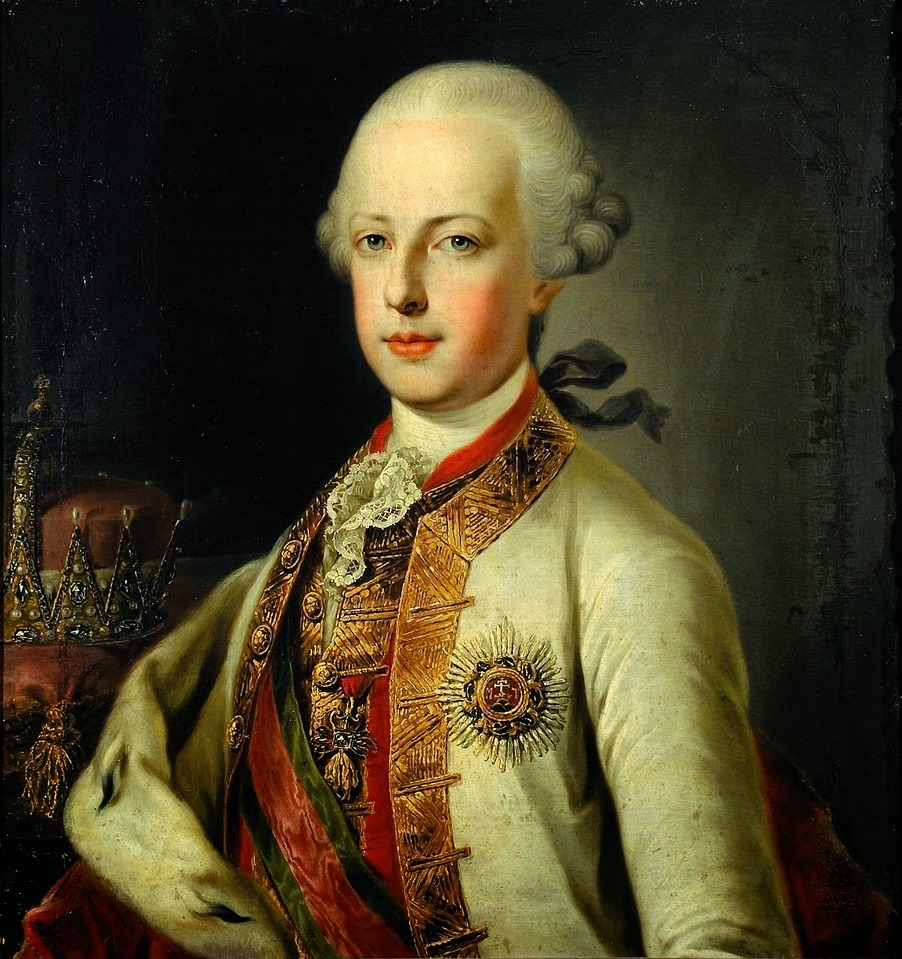
Ferdinand Karel Habsbursko-Lotrinský († 24. prosince)

- 16. ledna – Nicolas Leblanc, francouzský lékař a chemik (* 6. prosince 1742)
- 23. ledna – William Pitt mladší, britský politik (* 28. května 1759)
- 30. ledna – Vicente Martín y Soler, španělský skladatel (* 2. května 1754)
- únor – Tommaso Giordani, italský hudební skladatel (* okolo roku 1730)
- 13. února – Samuel Ambrozi, slovenský publicista (* 22. března 1748)
- 14. února – Jean Dauberval, francouzský tanečník a choreograf (* 19. srpna 1742)
- 30. března – Georgiana Cavendishová, anglická vévodkyně (* 7. června 1757)
- 2. dubna – Karl Heinrich Seibt, lužický kněz, filozof a rektor pražské univerzity (* 21. března 1735)
- 4. dubna – Carlo Gozzi, italský dramatik (* 13. prosince 1720)
- 21. května – Marie Antonie Neapolsko-Sicilská, neapolsko-sicilská princezna a první manželka španělského krále Ferdinanda VII. (* 14. prosince 1784)
- 31. května – Michael von Melas, rakouský generál (* 12. května 1729)
- 21. června – Ignaz Schiffermüller, rakouský entomolog (* 2. října 1727)
- 23. června – Mathurin Jacques Brisson, francouzský zoolog a fyzik (* 30. dubna 1723)
- 4. července – Charles-Henri Sanson, francouzský kat (* 15. února 1739)
- 10. července – George Stubbs, britský malíř a vědec (* 25. srpna 1724)
- 3. srpna – Michel Adanson, francouzský etnolog a přírodovědec (* 7. dubna 1727)
- 6. srpna – Johann Rudolph Schellenberg, švýcarský botanik, entomolog, ilustrátor a rytec ( 4. ledna 1740)
- 10. srpna
  - Christian Kalkbrenner, německý sbormistr a skladatel (* 22. září 1755)
  - Michael Haydn, rakouský skladatel (* 14. září 1737)
- 22. srpna – Jean-Honoré Fragonard, francouzský malíř a grafik (* 5. dubna 1732)
- 23. srpna – Charles-Augustin de Coulomb, francouzský fyzik (* 14. července 1736)
- 10. září – Johann Christoph Adelung, německý jazykovědec a lexikograf (* 8. srpna 1732)
- 4. října – Franz Samuel Karpe, slovinský filozof (* 17. listopadu 1747)
- 17. října – Jean-Jacques Dessalines, vůdce Haitské revoluce (* 20. září 1756)
- 19. října – Henry Kirke White, anglický básník (* 21. března 1785)
- 21. října – Henry Knox, americký důstojník a ministr (* 25. července 1750)
- 31. října – Utamaro Kitagawa, japonský malíř (* 1753)
- 24. prosince – Ferdinand Karel Habsbursko-Lotrinský, rakouský arcivévoda, syn Marie Terezie (* 1. června 1754)
- 29. prosince – Charles Lennox, 3. vévoda z Richmondu, britský maršál a šlechtic (* 22. února 1735)

## Hlavy států
- Francie – Napoleon Bonaparte (1799–1814)
- Osmanská říše – Selim III. (1789–1807)
- Prusko – Fridrich Vilém III. (1797–1840)
- Rakouské císařství – František I. (1792–1835)
- Rusko – Alexandr I. (1801–1825)
- Spojené království – Jiří III. (1760–1820)
- Španělsko – Karel IV. (1788–1808)
- Švédsko – Gustav IV. Adolf (1792–1809)
- USA – Thomas Jefferson (1801–1809)
- Papež – Pius VII. (1800–1823)
- Japonsko – Kókaku (1780–1817)